# 사회 정의

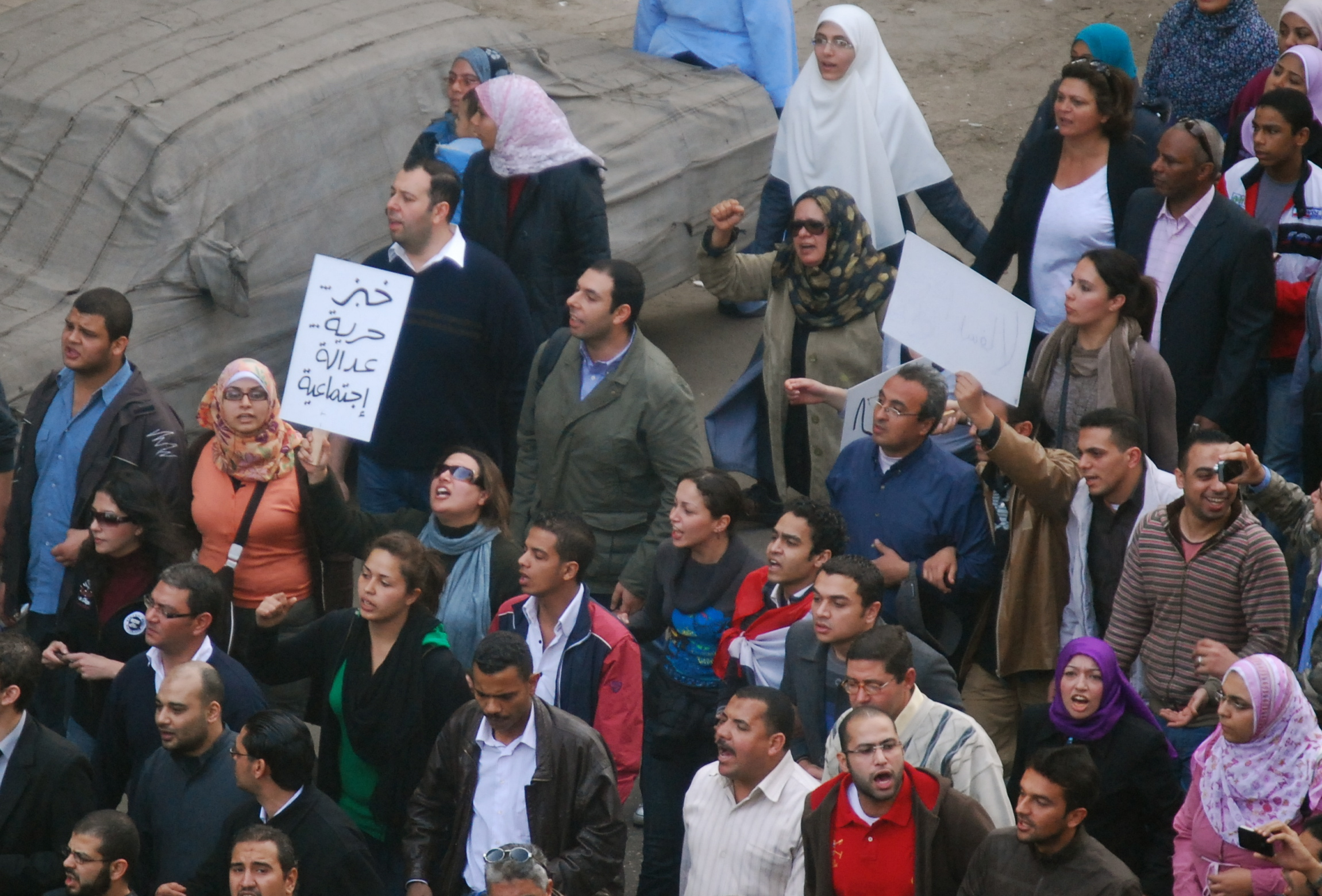

사회 정의(영어: Social justice)란 개인에게 정당한 몫을 부여하고 그 몫에 대한 권리, 책임의식, 이익을 정당하게 부여하는 것으로 기회의 균등한 분배와 투명한 사회를 지향하는 것을 함축시킨 사회-철학 용어이다. 사회정의는 어느 한 개인에게 희생을 부여하는 것을 반대하며, 그 희생 강도가 약하나 강하나 차등을 부여하지 않는다. 이 외에도 권리에 대한 책임의식 또한 주장한다.
사회정의에 대해 처음 정립시킨 미국의 진보주의자이자 철학자인 존 롤스(John Rawls)가 저작한 <정의론>(A Theory of Justice 1971)에서는 “모든 이에게 자유를 완벽하게 누리게 할 수 있어야 하며, 빈곤한 사람들의 복지를 우선으로 배려해야 한다. 또한, 결과의 불평등은 존재하되, 모든 사람에게 기회는 균등하게 주어져야 하는 것이 정의의 원칙이다.”라고 사회정의를 정의하려고 하였다.

## 개요
플라톤에서 아리스토텔레스까지 인간에 대한 도덕성의 관점으로부터 ‘사회정의’라는 것에 대해 준정립 되어 왔다. 이 시기 ‘인간의 존엄성’과 자유의 보장은 사회정의에서 기본적으로 지켜져야 하는 것으로 인식되어 있었다.
그 후 19세기 초인 1840년 루이지 타파렐리(Luigi Taparelli)에 의해 종교적인 사회정의가 계승 되어 왔고, 1930년대에는 존 라이언(John A. Ryan)이 사회정의와 녹색 정치의 연관성을 연구하여 사회정의는 인간의 존엄성, 시민의 자유, 공정성, 권리에 따른 책임의식, 정당한 이익부여의 함축된 의미로 정의하였다. 그리고 1971년 존 롤스가 저작한 《정의론》에서 사회정의에 대한 것을 구체화 시켜 오늘날의 사회정의를 의미하는 것으로 알려지게 되었다. 이렇듯이, 사회정의는 고대부터 현재까지 의미가 추가되고 개조되어왔으며, 인간의 부정적인 면을 긍정하지 않고 인간의 긍정적인 면을 지지하여 점진적인 사회 혁신을 위한 철학적 가치로 여겨왔다.

## 미국
미국에서 사회정의를 처음으로 들여온 것은 진보 교육학자인 존 듀이이다. 이 용어가 알려지게 된 것은 교황 비오 6세가 1931년에 발표한 때이다. 그 이후로 남미 가톨릭 신학자가 마르크스주의와 신론을 결합시켜 강력한 좌익 정치 철학을 탄생시켰다.

## 기독교 진보진영
미국 사회정의 운동의 시초는 월터 라우션부시로 그는 맨하탄에 가난한 동네에 살았던 빈민들을 위해 기존의 전통적 기독교교리 즉, 개인의 구원과 그리스도의 속죄를 버리고, 그리스도의 십자가는 이기주의를 버리기 위함이라고 가르침으로 사회정의의 선구자가 되었다.

## 기독교 보수진영
팀 켈러와 마이클 호턴 (신학자)은 복음주의 진영 안에서 사회정의가 필요함을 언급하면서, 복음주의가 개인의 구원 뿐만 아니라, 십계명에서 언급하는 이웃사랑도 동시에 해야 함을 역설하였다. 하지만, 보수 진영에서는 이런 그들의 목소리에 대하여 사회정의가 성경적이지 않고, 오히려 기독교의 전통적 가르침을 사회종교로 바꾸려 한다는 비판을 하고 있다.

## 같이 보기
- 이타주의(효율적 이타주의)
- 평등주의
- 인본주의
- 풀뿌리 민주주의
- 여성주의
- 진보주의
- 법치주의
- 사회비판
- Woke